# Hôtel de Chateauneuf
Ne doit pas être confondu avec l'hôtel Dedons de Pierrefeu, aussi appelé « Hôtel de Châteauneuf », à Aix-en-Provence.
L'Hôtel de Chateauneuf est un ancien hôtel particulier situé dans le centre ancien de Chambéry, dans le département de la Savoie en région Auvergne-Rhône-Alpes.
Bâti au XVIIe siècle, ce monument fait aujourd'hui l’objet d’une inscription au titre des monuments historiques depuis le 17 septembre 1943.

## Localisation
Il est situé est situé 22, rue Croix d'Or, à l'arrière de la cathédrale Saint-François-de-Sales de Chambéry.

## Historique
Cet hôtel particulier est bâti par Jacques-Louis Castagnery, baron de Châteauneuf et sénateur au sénat de Savoie, à la fin du XVIIe siècle grâce à la fortune de cette famille qui possédait les mines de fer des Hurtières et les forges d'Argentine en Maurienne. Les grilles en fer forgé qui ornent le bâtiment témoignent de ces activités métallurgiques.

## Classement
Le bâtiment, ses ailes, sa cour côté cathédrale sont classés aux titres des monuments historiques.

## Galerie

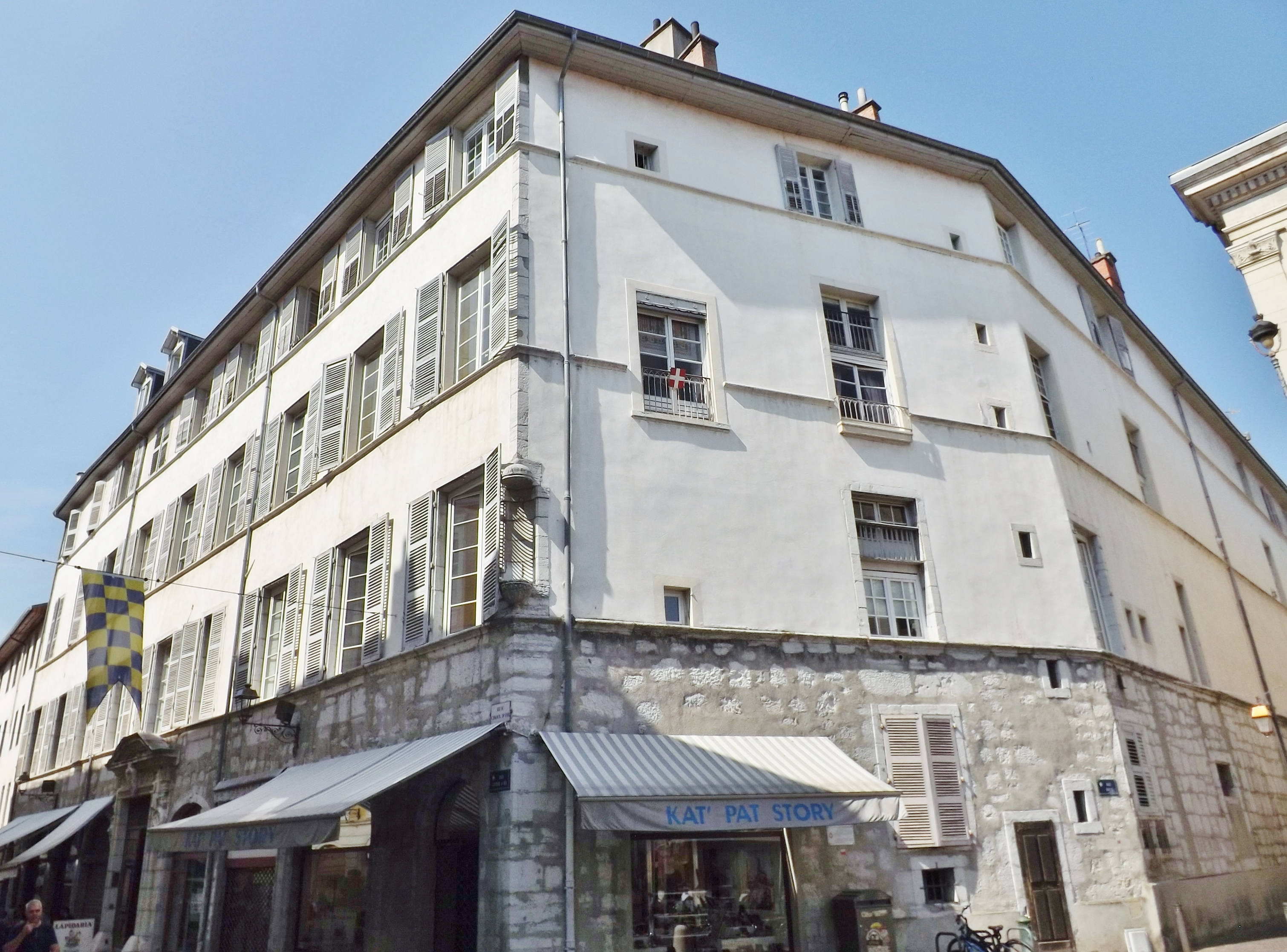
Extérieur de l'édifice donnant sur le théâtre.
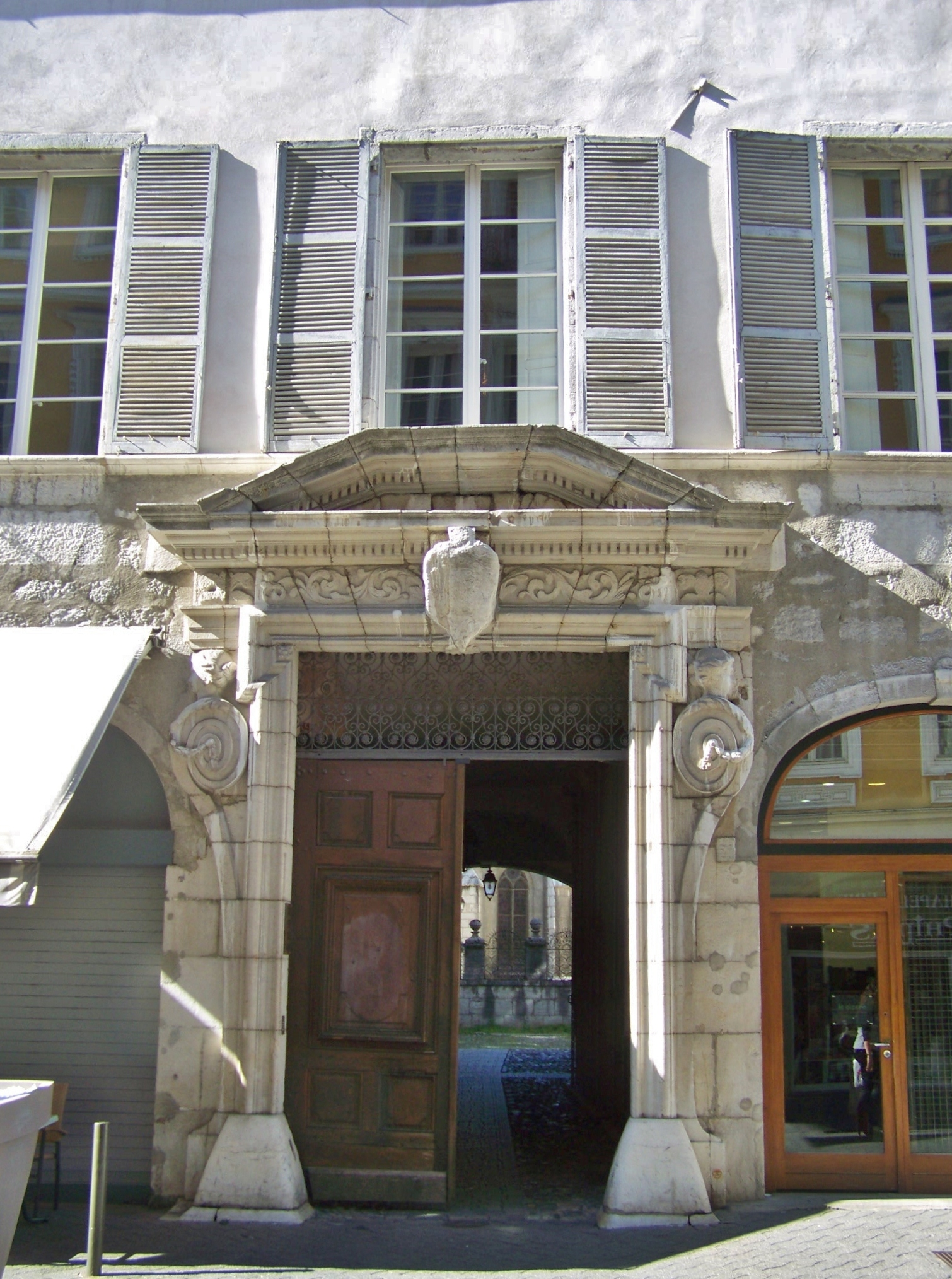
Portail côté rue Croix d'Or.
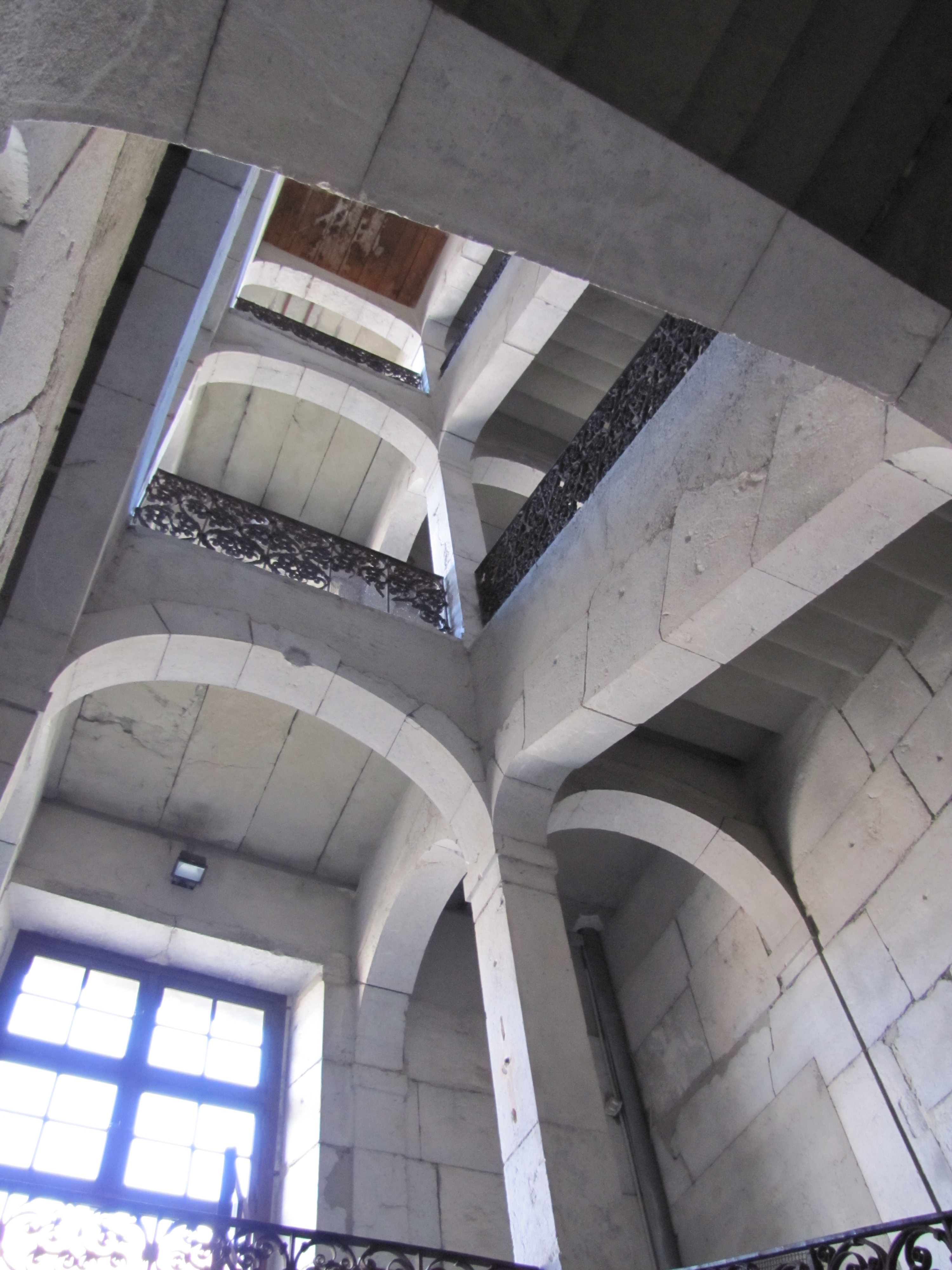
Escalier intérieur.
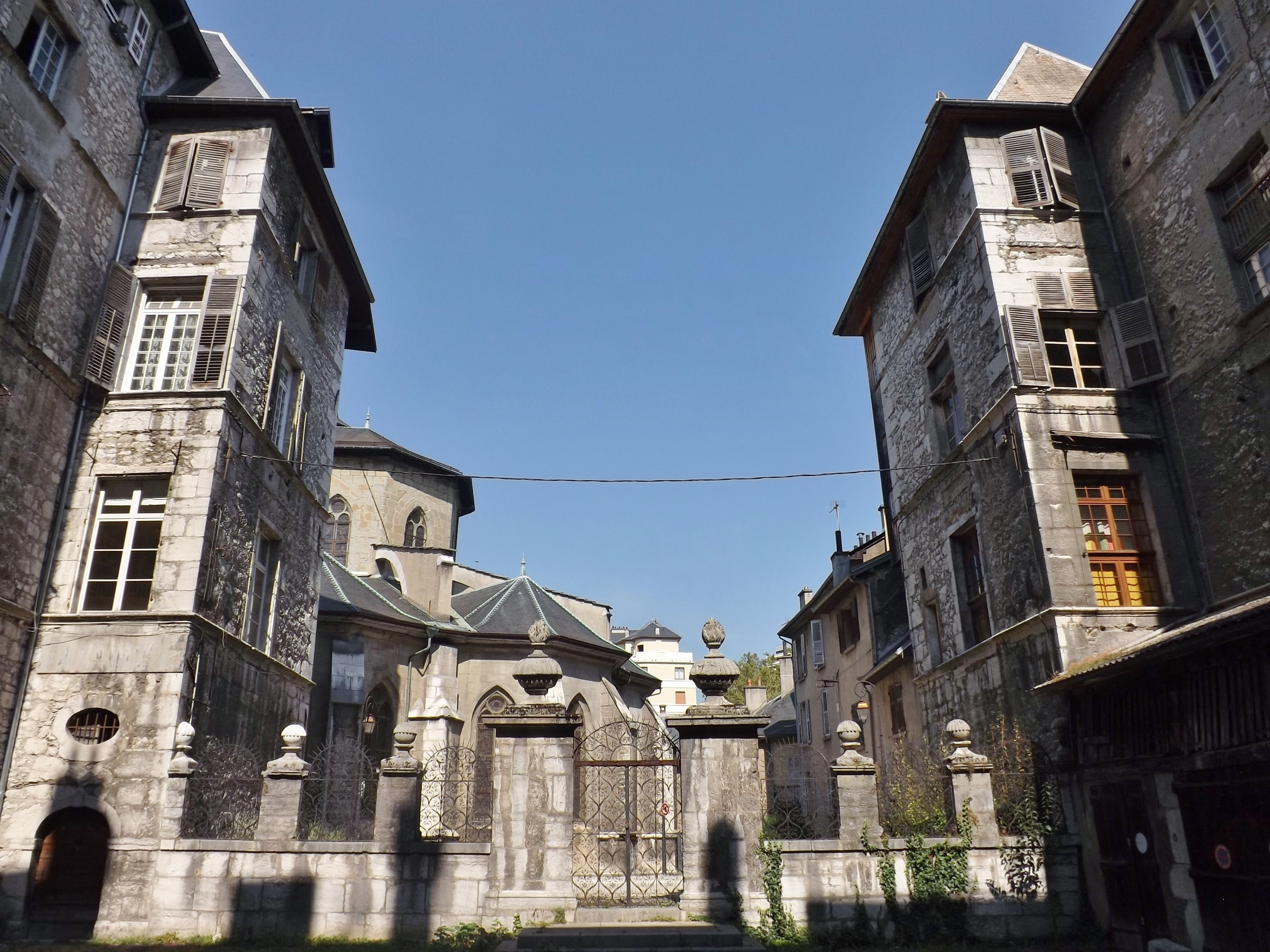
Vue de la cour à l'arrière de la cathédrale.
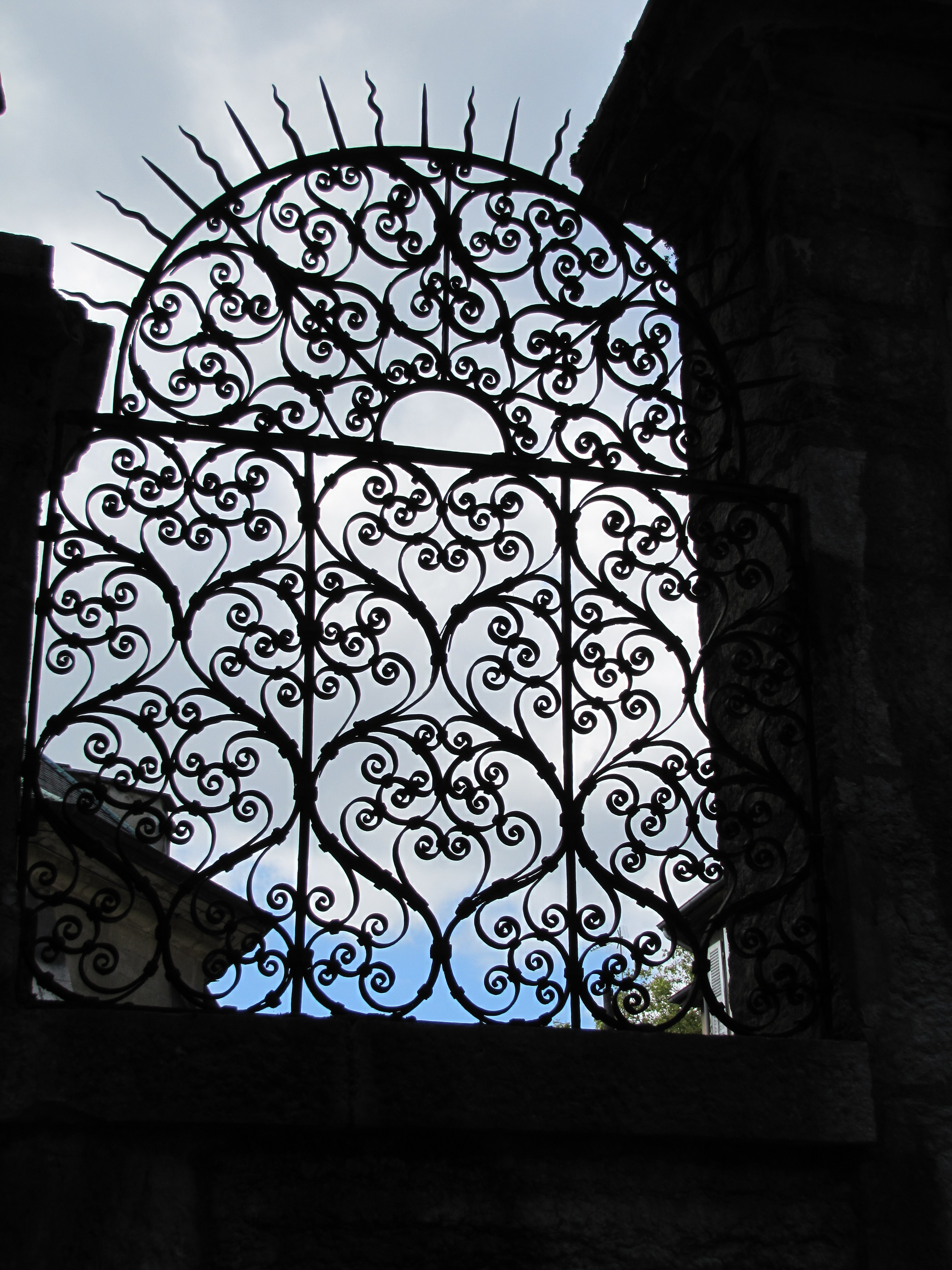
Grilles en fer forgé.